# チャボヒゲシバ
チャボヒゲシバ Chloris truncata R. Br. はイネ科の植物の1つ。花序は放射状に伸びた数本の真っ直ぐな枝からなり、黒っぽい小穂に長い芒を持つ。 

## 特徴
多年生の草本。ただしその寿命は長くないと思われる。茎は束になって生じ、高さ20～40cmに達する。茎葉は数が少なく、基部に葉が集まって着いている。葉身は長さ3～12cm、幅3mmほど。葉鞘は竜骨があり、表面は滑らか、鞘の口部分には長い毛がある。葉舌は膜質で縁に短い毛がある。
花序は5～7本の総(小穂のつく枝)からなる。総は長さ8～12cm、幅約3mmで、花茎の先端から平らに開くように真っ直ぐ伸びており、その下面に左右1列ずつ小穂が並んでいる。小穂は長さ3mmほどで暗紫色となり、含まれる2個の小花の護頴からは最大12mmにもなる芒が出る。要するに幅3mmの軸から1cm程の芒が左右に突き出す形になる。
和名としては他に村田源がメヒゲシバの名を与えており、これは総が細くてメヒシバに似ていることによるという。英名は windmill grass （風車の草）である。

### 小穂の構造
本種の小穂は2小花を含み、下部の第1小花は両性花で結実するが上にある第2小花は護頴のみに退化しており、無性である。第1包頴は長さ約1.5mm、第2包頴はそれより大きくて長さ約3mm。第1小花の護頴は長さ2～3mm。第2小花の護頴には柄がある。護頴そのものは倒卵形で柄を除いた長さは1～1.5mm。

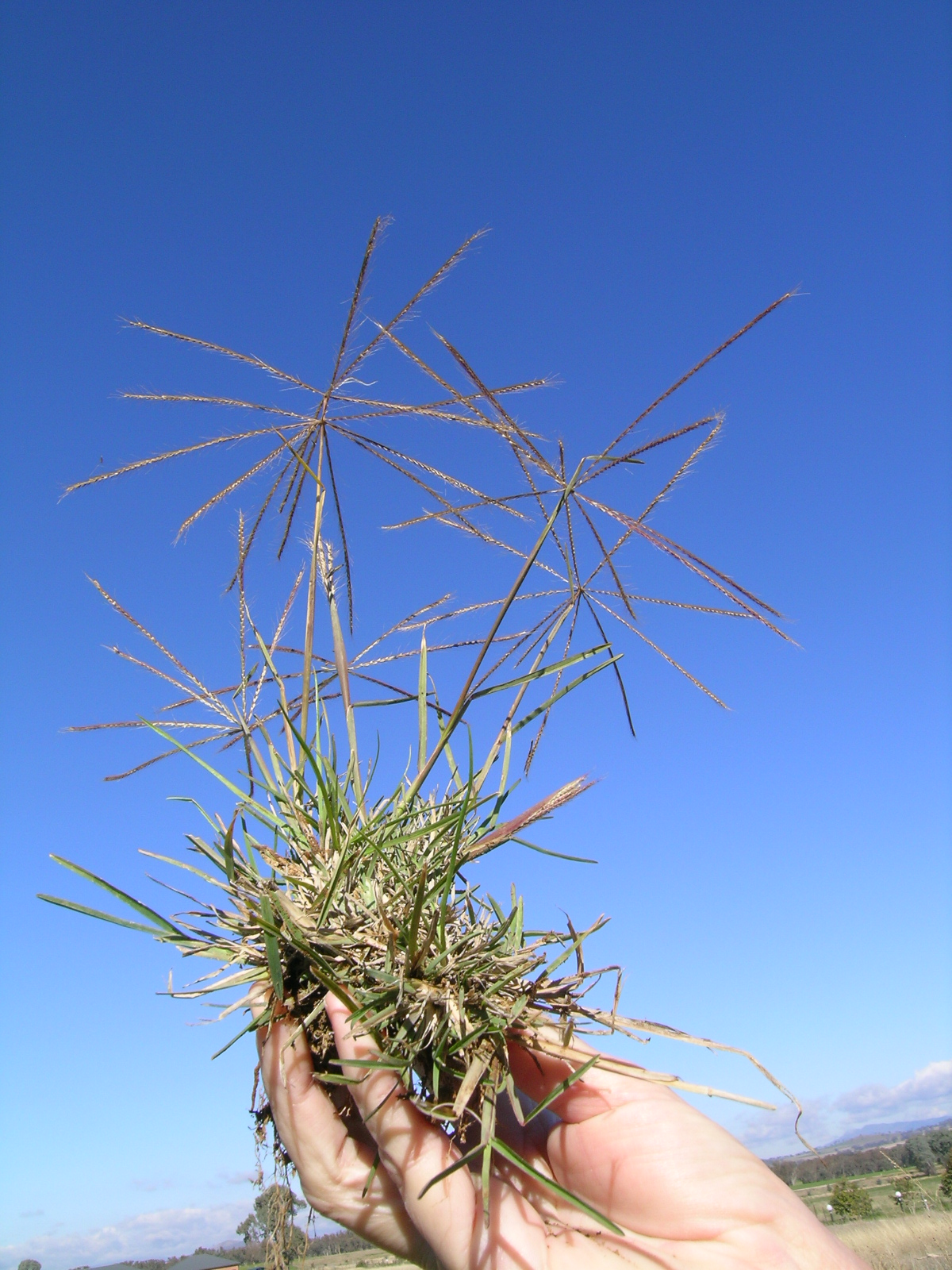
一株の全体像
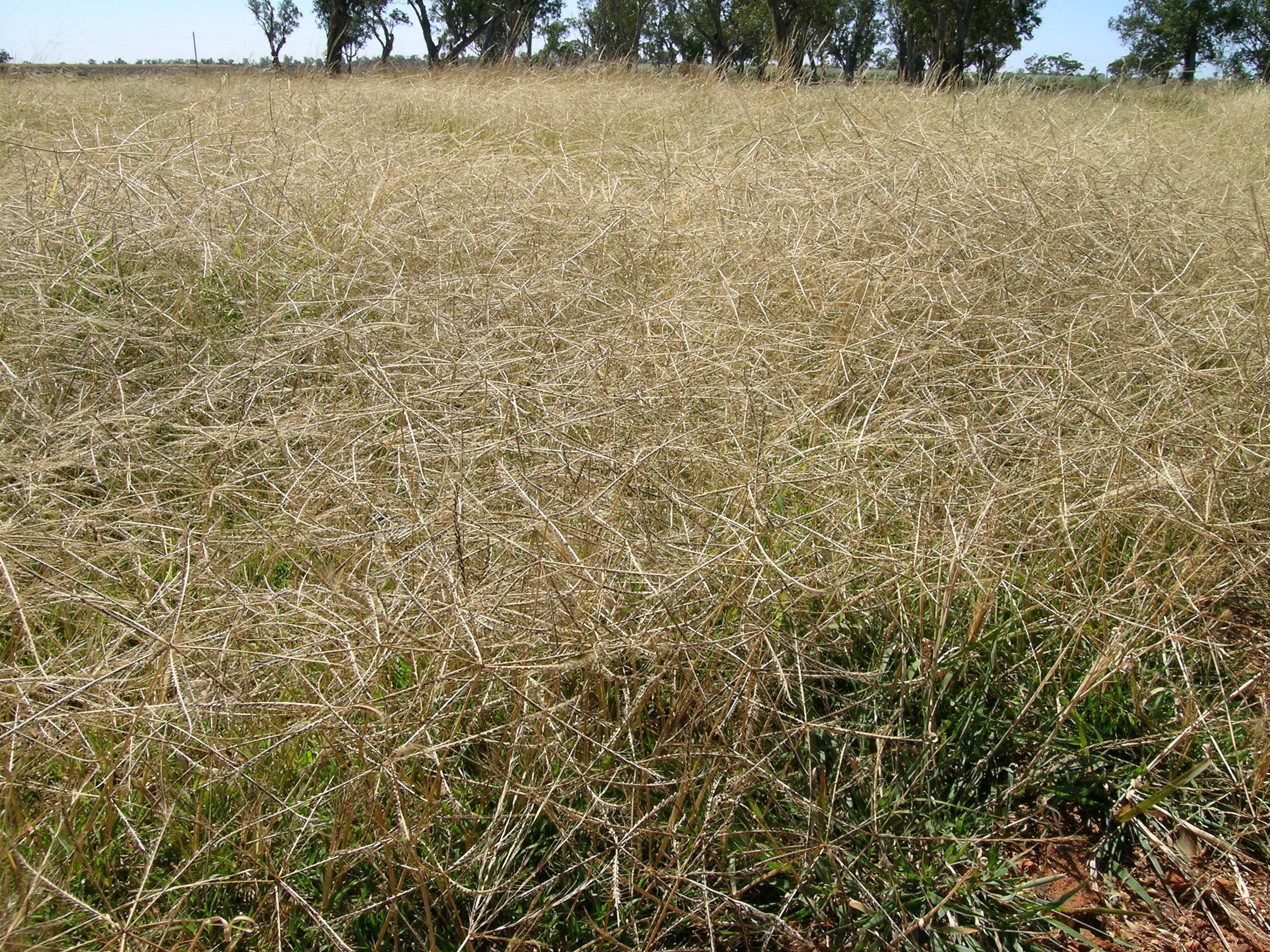
地面を被う集団の様子
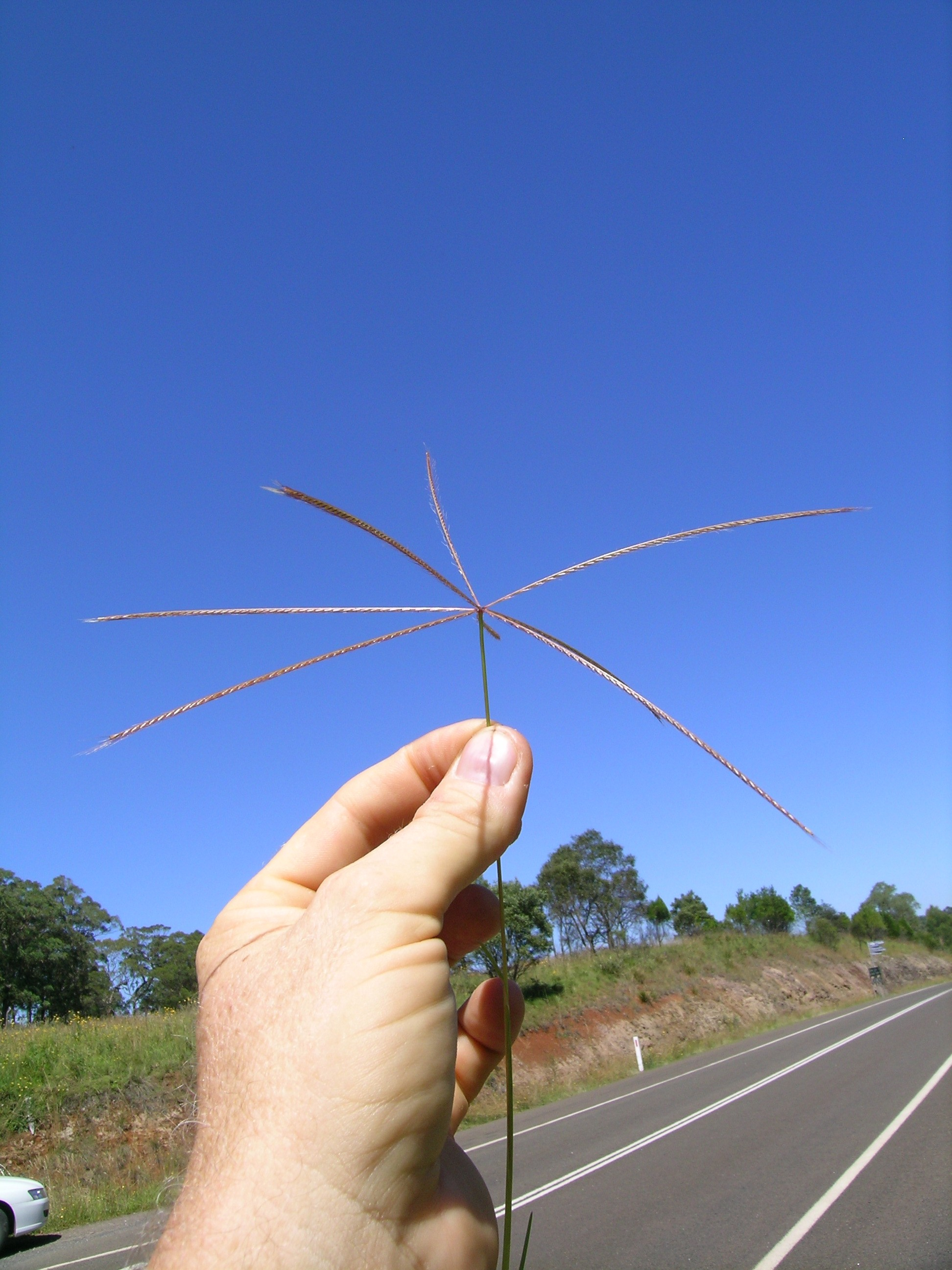
単独の花序
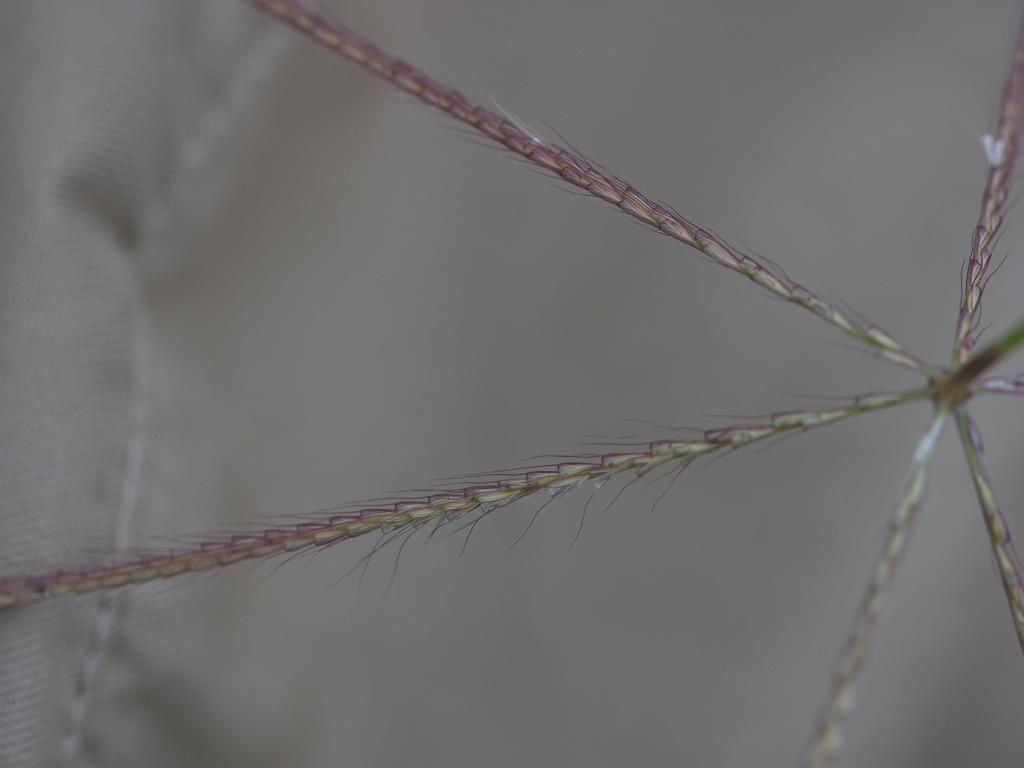
小穂の並ぶ様子(未熟なもの)
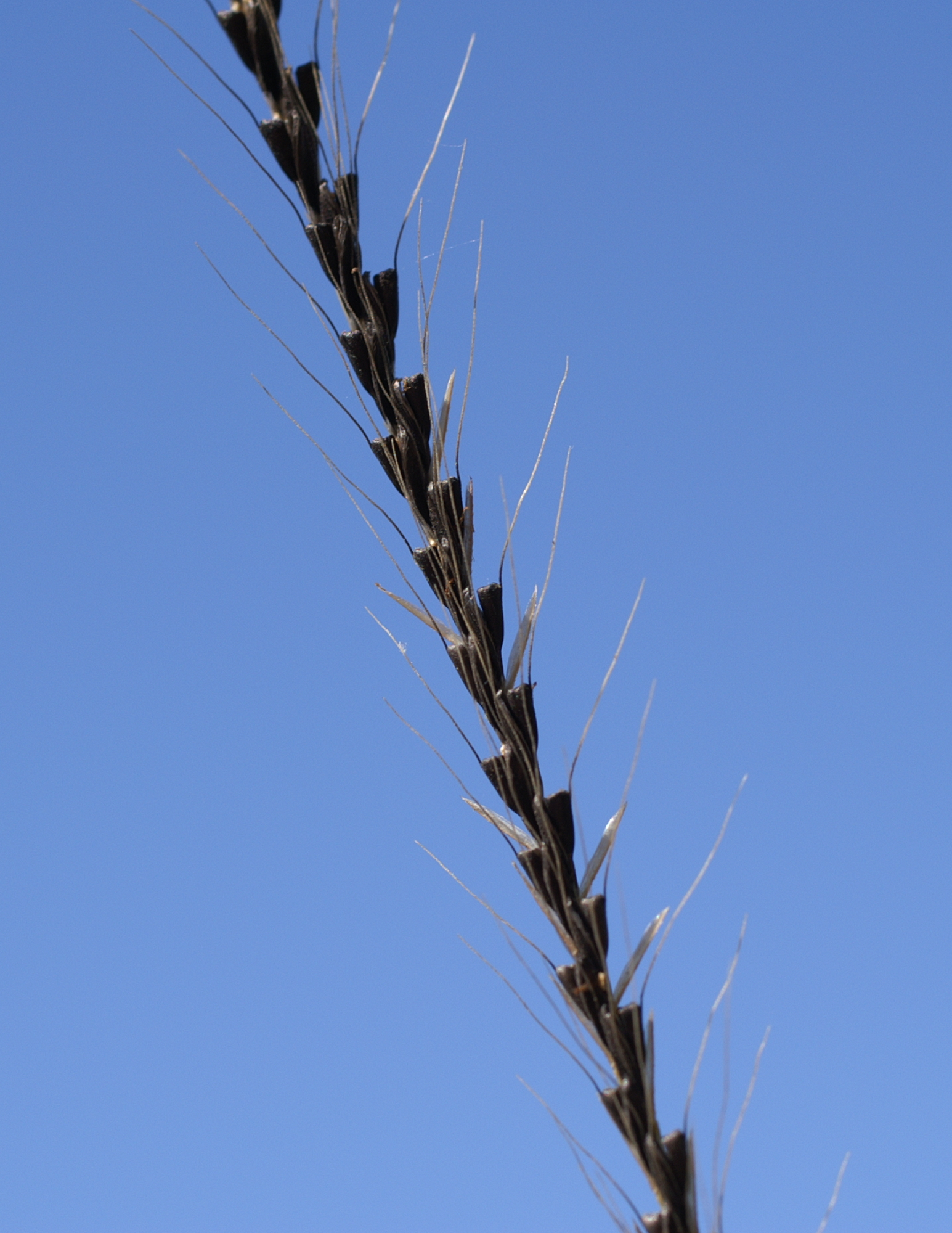
小穂の並ぶ様子(成熟時)
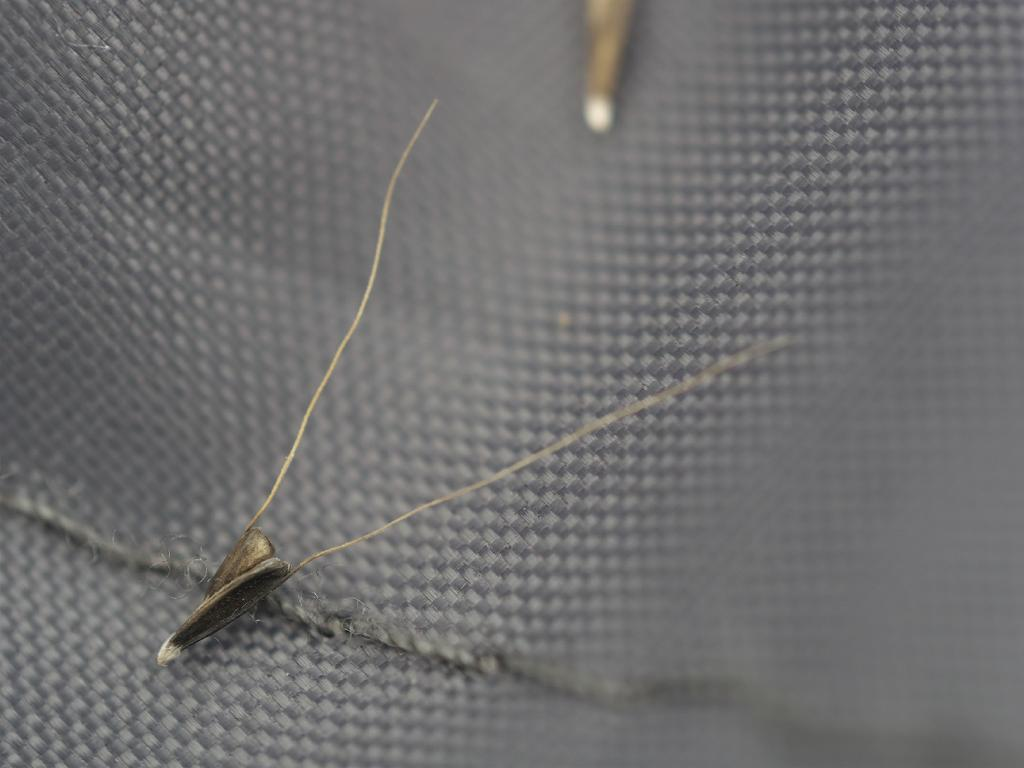
単独の小穂

## 分布と生育環境
原産地はオーストラリアである。オーストラリアにおける分布域はその温帯域、大陸の南部に広がっている。ただし標本からの情報によると1844年から1900年の記録はニューサウスウェールズ州、クイーンズランド州の南部、ビクトリア州、サウスオーストラリア州に限られ、つまり大陸南部の東側に偏っている。現在はウエスタンオーストラリアにも分布しており、また以前の分布域に於いてもその範囲がやや北まで広がっており、それらには人為的影響が大きいと思われる。なお、タスマニア島には分布していない。
日本では1960年に愛知県名古屋市で、1962年に三重県小俣町で発見されたのが最初である。その後に発見された地域としては千葉県、広島県があり、ただしこれらの場所での記録は地域的にも年代的にも限られており、一時帰化であったと考えられている。
世界的にもこの種は帰化種として知られる。18世紀より本種はオーストラリアから輸出される羊毛の混入物として各地に持ち込まれ、北半球各所での侵入が起きた。ただしそのどこでも生き延びたわけではない。また本種は牧草として用いるためにその種子が持ち出された経緯もある。

## 利害
日本ではほぼ定着していないこともあり、利害は特にない。
上記のように本種は羊毛の混じり物として広がった他に牧草として用いられた経緯がある。また、近年では装飾的な草としても用いられている。